# Niedary (Basse-Silésie)
Pour les articles homonymes, voir Niedary.
Niedary est une localité polonaise de la gmina de Zawonia, située dans le powiat de Trzebnica en voïvodie de Basse-Silésie.